# Haruspex quadripustulatus
Haruspex quadripustulatus là một loài bọ cánh cứng trong họ Cerambycidae.